# Ягстгаузен
Ягстгаузен (нім. Jagsthausen) — громада в Німеччині, знаходиться в землі Баден-Вюртемберг. Підпорядковується адміністративному округу Штутгарт. Входить до складу району Гайльбронн.
Площа — 17,67 км2. Населення становить 1866 ос. (станом на 31 грудня 2020).